# Hożuły
Hożuły (ukr. Гожули) – wieś na Ukrainie, w obwodzie połtawskim, w rejonie połtawskim, w hromadzie Połtawa. W 2001 liczyła 2947 mieszkańców, spośród których 2727 wskazało jako ojczysty język ukraiński, 217 rosyjski, 1 mołdawski, 1 białoruski, 1 ormiański, a 1 niemiecki.